# Оружане снаге Луксембурга
Оружане снаге Луксембурга ( лукс. Lëtzebuerger Arméi; фр. Armée luxembourgeoise ) су националне војне снаге Луксембурга . Војска је у потпуности добровољачка војска од 1967. године. Од децембра 2018. године војска Луксембурга има 939 запослених.
Војска је под цивилном контролом, са великим војводом као главнокомандујућим . Министар одбране, тренутно Јурико Бакеш, надгледа операције војске. Професионални старешина војске је начелник одбране, који одговара министру и има чин генерала. Луксембург обезбеђује војно особље за мировне мисије УН, НАТО и ЕУ од 1992. године.

## Историја

### Милиција (1817–1841)
Дана 8. јануара 1817. године, Вилијам I, велики војвода Луксембурга, објавио је уставни закон који регулише организацију милиције, чије су главне одредбе требало да остану на снази до укидања милиције 1881. године. Закон је одредио снагу милиције на 3.000 људи. До 1840. године, луксембуршки милиционери су служили у јединицама Краљевске холандске војске . Војници су служили пет година: прва година се састојала од активне службе, али су током сваке од наредне четири године службе били мобилисани само три пута годишње.

### Савезни контингент (1841-1867)
Године 1839, Вилијам први је постао страна у Лондонском уговору којим је Велико војводство изгубило своје западне, франкофоне територије у корист белгијске провинције Луксембург . Због преполовљења становништва земље, са губитком од 160.000 становника, милиција је изгубила половину снаге. Према одредбама споразума, Луксембург и новоформирано. Године 1846. коњичке и артиљеријске јединице су распуштене и Луксембуршки контингент је одвојен. Луксембуршки контингент се тада састојао од два лака пешадијска батаљона, један у Ехтернаху и други у Дикирху, два резервна друштва и депоско друштво.
Нова војна организација основана је 1867. која се састојала од два батаљона, са укупном снагом од 1.568 официра и људи. Године 1868. контингент је постао један лаки пешадијски батаљон од четири чете, јачине 500 људи. 16. фебруара 1881, лаки пешадијски батаљон је распуштен укидањем система милиције.

### Оружане снаге Луксембурга након ослобођења
Војна обавеза је у Луксембургу први пут уведена у новембру 1944. 1945. Корпус гарде Велике војводе смештен у касарни Сен Есприт у граду Луксембург и основани су 1. и 2. пешадијски батаљон, један у Валферданжу, а други у Диделанжу . Оружане снаге Луксембурга заузеле су део француске окупационе зоне у Немачкој, 2. батаљон је заузео део округа Битбург и један одред из 1. батаљона део округа Сарбург. 2. батаљон је остао у Битбургу до 1955. Јачина војске порасла је на 2.150 људи. Луксембург је потписао Бриселски споразум у марту 1948, а Северноатлантски уговор 1949.

### Корејски рат
Године 1950. седамнаест земаља, укључујући Луксембург, одлучило је да пошаље оружане снаге у помоћ Републици Кореји . Луксембуршки контингент је укључен у белгијску команду Уједињених нација или Корејски добровољачки корпус. Белгијско-луксембуршки батаљон стигао је у Кореју 1951. и био је придружен америчкој 3. пешадијској дивизији . У рату су погинула два луксембуршка војника, а 17 је рањено. Белго-Луксембуршки батаљон је расформиран 1955. године.

### Недавне међународне операције
Луксембург је почео да финансијски подржава међународне мировне мисије 1991. године, наводећи рат у Персијском заливу, Руанди и Албанији .  Луксембург распоређује војно особље у мировне мисије од 1992. године.
Луксембург је давао трупе УНПРОФОР- у од априла 1992. до августа 1993. године, распоређујући укупно 40 војника у белгијски батаљон. 1996. Луксембург је учествовао у мисијама ИФОР-а у бившој Југославији у мултинационалној транспортној компанији. Потом је услиједио мањи контингент у мисији НАТО СФОР у Босни и Херцеговини, који је извршио 9 ротација особља.

## Организација оружаних снага Луксембурга
До 1999. године војска је била интегрисана у Force Publique, која је укључивала Жандармерију и полицију, све док Жандармерија није спојена са полицијом Великог војводе под другим министром 2000. године. Војска је од 1967. године била добровољачка снага Има снагу од око 900 професионалних војника и 200 цивила  са укупним буџетом од приближно 389 милиона долара, или 0,57% БДП-а 2021. 
Луксембуршка војска је формација величине батаљона са четири одвојенекомпаније под контролом Војни центар, који се налази у касарни Цасерне Гранд-Дуц Јеан на брду Херненберг у близини града Диекирцх . Луксембург нема морнарицу, пошто земља нема излаз на море . Има ваздухопловство од 2021.  и авионе.

## Луксембуршка авијација
Луксембург има малу ваздушну грану. Сви НАТО АВАКС авиони су регистровани у ЛАФ-у и носе ознаку Оружаних снага Луксембурга.

### Авијација
| Авион        | Порекло             | Тип             | Варијанта | У служби  | Напомене                                               |
| Транспорт    | Транспорт           | Транспорт       | Транспорт | Транспорт | Транспорт                                              |
| ------------ | ------------------- | --------------- | --------- | --------- | ------------------------------------------------------ |
| Аирбус А400М | Француска / Шпанија | транспорт       |           | 1         | којим управља белгијско 15. крило ваздушног саобраћаја |
| Хеликоптер   |                     |                 |           |           |                                                        |
| Аирбус Х145  | Немачка             | светлосна помоћ | Х145М     | 2         |                                                        |

## Униформа
Луксембуршке војне униформе се састоје од униформи, службених (или гарнизонских) и теренских униформи, које се често носе са црном беретком . Генералне униформе носе се углавном у свечаним приликама, док се службене униформе носе за дневне дужности. Униформе Оружаних снага Луксембурга састоје се од службене и теренске одеће за лето и зиму, као и одеће и јакне за официре. Униформа зимске службе, од маслинасто сивасте вуне, састоји се од једноструког капута са џеповима са преклопима, кошуље и кравате и панталона које су обично без манжета. Летња униформа је слична, али од светлосмеђег материјала.
Борбене униформе користе или умерени или пустињски маскирни узорак. Ови обрасци су усвојени 2010–11. како би заменили шаблон "УС Воодланд" који се користио од 1985.